# Discothyris megalophalis
Discothyris megalophalis là một loài bướm đêm trong họ Crambidae.